# Sepaicutea
Sepaicutea is een kevergeslacht uit de familie van de boktorren (Cerambycidae). De wetenschappelijke naam van het geslacht werd voor het eerst geldig gepubliceerd in 1972 door Lane.

## Soorten
Sepaicutea omvat de volgende soorten:
- Sepaicutea costata Martins & Galileo, 2005
- Sepaicutea fisheri Lane, 1972
- Sepaicutea unicolor Martins, 1981